# Fikrət Əmirov

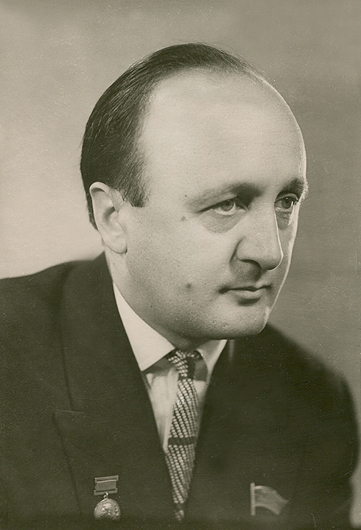
Fikrət Əmirov

Fikrət Məşədi Cəmil oğlu Əmirov (russisch Фикрет Мешади Джамиль оглы Амиров/Fikret Meschadi Dschamil ogly Amirow; * 22. November 1922 in Gəncə; † 20. Februar 1984 in Baku) war ein sowjetischer und aserbaidschanischer Komponist.

## Leben
Əmirov war seit seiner frühesten Kindheit mit der aserbaidschanischen Volksmusik vertraut, da sein Vater einer der berühmtesten Volksmusiker Aserbaidschans war. Nach dem Besuch der Musikschule in Gəncə begann er 1939, Komposition am Konservatorium Baku zu studieren. 1941 wurde sein Studium unterbrochen, da er Soldat wurde. Schon Ende 1942 kehrte er jedoch von der Front zurück, da er an einer Kriegsneurose litt und durch eine schwere Operation kriegsunfähig geworden war. 1943 setzte er seine Studien in Baku fort und wurde Leiter der Musikschule und der Philharmonie von Kirowabad (dem ehemaligen und heutigen Gəncə). Ab 1947 leitete er die Philharmonie der Aserbaidschanischen SSR; ein Jahr später schloss er bei Üzeyir Hacıbəyov und Boris Seidman seine Studien ab. Im Jahre 1956 wurde er Erster Sekretär des Aserbaidschanischen Komponistenverbandes sowie Direktor am Opern- und Balletthaus in Baku. In den 1970er-Jahren wurde er Mitglied des Vorstandes des Sowjetischen Komponistenverbandes. Əmirov wurde mit zahlreichen Auszeichnungen versehen. Er erhielt z. B. 1949 den Stalinpreis für seine beiden Muğamen „Şur“ und „Kürd ovşarı“, 1959 den Leninorden und 1980 den Staatspreis der UdSSR.

## Stil
Die Grundlage von Əmirovs Stil ist die aserbaidschanische Volksmusik. Er führte sein Leben lang intensive Volksmusikforschungen durch und erreichte so einen äußerst nationalen Tonfall. Gleichzeitig verband er diese Elemente der Folklore mit der westlichen Tradition. Ein Beispiel hierfür sind seine Muğamen. Əmirov adaptierte diese traditionelle Form eines Zyklus von Tanz- und Vokalepisoden für großes Orchester und erreicht so eine bemerkenswerte Synthese zweier Kulturkreise. Əmirov war vor allem ein Orchesterkomponist. Er verstand es aufgrund seiner großen Kenntnisse der Möglichkeiten eines jeden Instrumentes, sehr wirkungsvoll und klangmächtig für ein großes Orchester zu komponieren. Besonders bei seiner Orchestration ist der Einfluss von Nikolai Rimski-Korsakow deutlich spürbar, welcher der für Əmirovs Schaffen bedeutsamste Komponist war. In Əmirovs Musik wechseln sich Abschnitte von eher improvisatorischem Charakter mit kompakteren Passagen ab. Außerdem hegt Əmirov eine Vorliebe für ausdrucksstarke Melodien und effektvolle Dramatik. Seine Werke weisen einen großen Reichtum an Farben und Stimmungen auf. Die Harmonik orientiert sich an der Volksmusik, sodass das System einer erweiterten, stark von den Skalen der Musik Aserbaidschans geprägten Tonalität stets beibehalten wird. Von den musikalischen Neuerungen des 20. Jahrhunderts blieb er hingegen unberührt. Əmirov gilt neben Qara Qarayev als bedeutendster Komponist Aserbaidschans.

## Werke
- Orchesterwerke
  - Zum Gedenken an Nezami, Sinfonie für Streichorchester (1941, rev. 1964)
  - Şur, sinfonischer Muğam Nr. 1 (1948)
  - Kürd ovşarı, sinfonischer Muğam Nr. 2 (1948)
  - Gülüstan-Bayatı-Şiraz, sinfonischer Muğam Nr. 3 für Mezzosopran oder Altsaxophon und Orchester (1968)
  - Dem Gedenken der Helden des Großen Vaterländischen Krieges, Poem (1943)
  - Aserbaidschanisches Capriccio (1961)
  - Sinfonische Tänze (1964)
  - Doppelkonzert für Violine, Klavier und Orchester (1946)
  - Arabische Nächte, Ballett nach 1001 Nacht (1979)
  - Bühnenmusiken
  - Werke für Volkmusikinstrumentenorchester
- Vokalmusik
  - Die Herzensräuber, musikalische Komödie (1944)
  - Eine freudige Botschaft, musikalische Komödie (1946)
  - Ulduz, Oper (1948)
  - Sewil, Oper (1953)
  - Georgien Rustaweli, Poem für Chor und Orchester (1970)
  - Lieder
  - Volksliedbearbeitungen
  - Chöre
- Kammermusik
  - Elegie für Klaviertrio (1948)
  - 5 Stücke für Bläserquintett (1953)
- Klaviermusik
  - Romantische Sonate (1946)
  - Variationen (1941, rev. 1947)
  - Kinderalbum (1957, rev. 1971)